# Альбе
Альбе́ (фр. Albé) — коммуна на северо-востоке Франции в регионе Гранд-Эст (бывший Эльзас — Шампань — Арденны — Лотарингия), департамент Нижний Рейн, округ Селеста-Эрстен, кантон Мюциг. До марта 2015 года коммуна административно входила в состав упразднённого кантона Вилле (округ Селеста-Эрстен).
Площадь коммуны — 10,83 км², население — 473 человека (2006) с тенденцией к стабилизации: 470 человек (2013), плотность населения — 43,4 чел/км².

## История
Населенный пункт впервые упоминается в 1303 году как владение Габсбургской монархии. Рост населения привело к тому, что в 1342 году по настоянию аббатства (Honcourt) началось строительство церкви.
На Пасху 1525 года крестьяне Альбе приняли участие в восстании. Однако войска герцога Лотарингии 20 мая 1525 года нанесли поражение восставшим.
Город пострадал также в период Тридцатилетней войны. Сопротивляясь шведским войскам город все же был ими захвачен и разграблен.

## Население
Население коммуны в 2011 году составляло 470 человек, в 2012 году — 467 человек, а в 2013-м — 470 человек.
| 1962 | 1968 | 1975 | 1982 | 1990 | 1999 | 2006 | 2008 | 2011 | 2012 | 2013 |
| ---- | ---- | ---- | ---- | ---- | ---- | ---- | ---- | ---- | ---- | ---- |
| 501  | 501  | 439  | 457  | 439  | 457  | 473  | 476  | 470  | 467  | 470  |

Динамика населения:

## Экономика
В 2010 году из 304 человек трудоспособного возраста (от 15 до 64 лет) 227 были экономически активными, 77 — неактивными (показатель активности 74,7 %, в 1999 году — 76,7 %). Из 227 активных трудоспособных жителей работали 213 человек (117 мужчин и 96 женщин), 14 числились безработными (7 мужчин и 7 женщин). Среди 77 трудоспособных неактивных граждан 24 были учениками либо студентами, 44 — пенсионерами, а ещё 9 — были неактивны в силу других причин.

## Достопримечательности (фотогалерея)

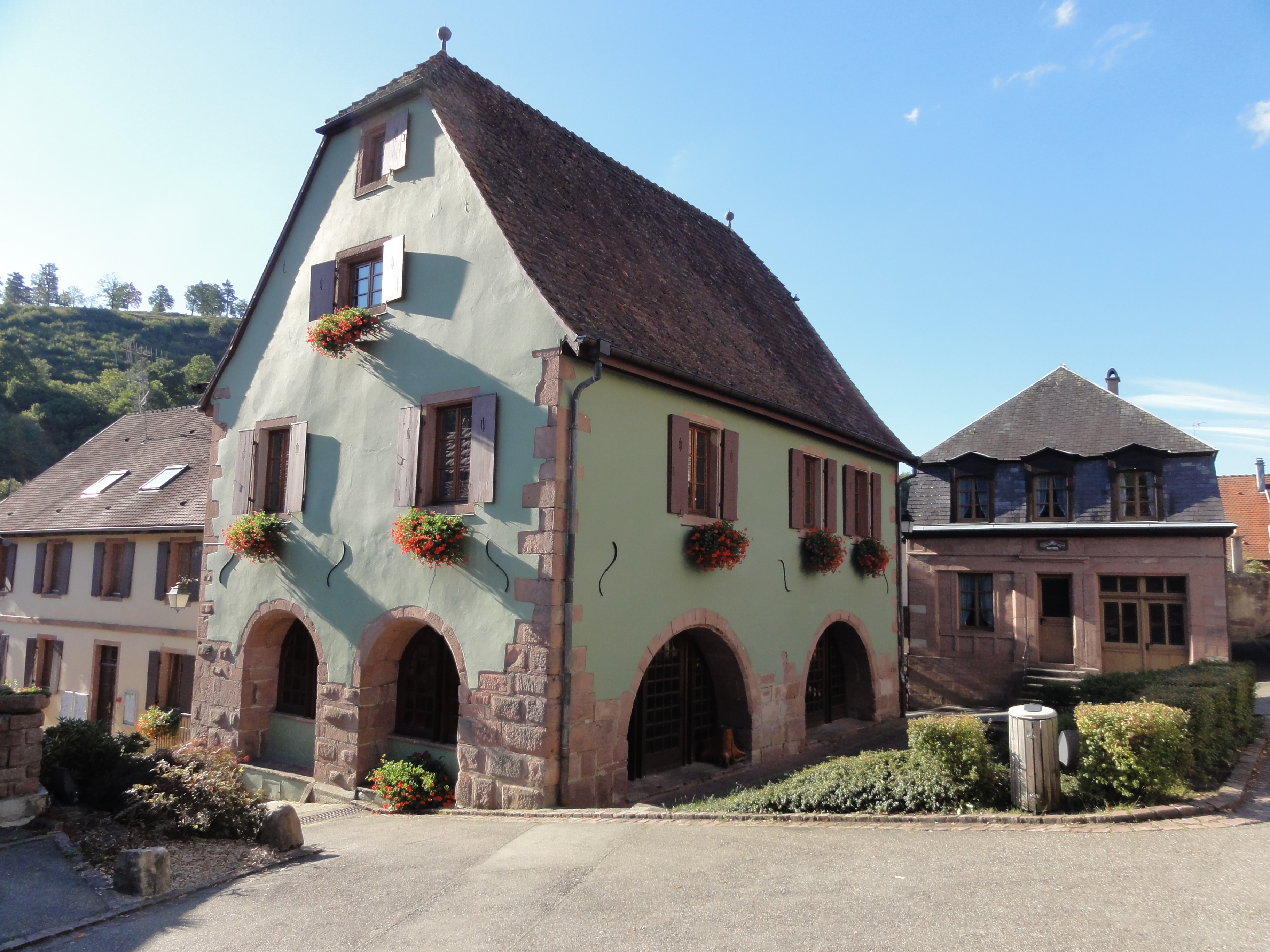
Здание мэрии
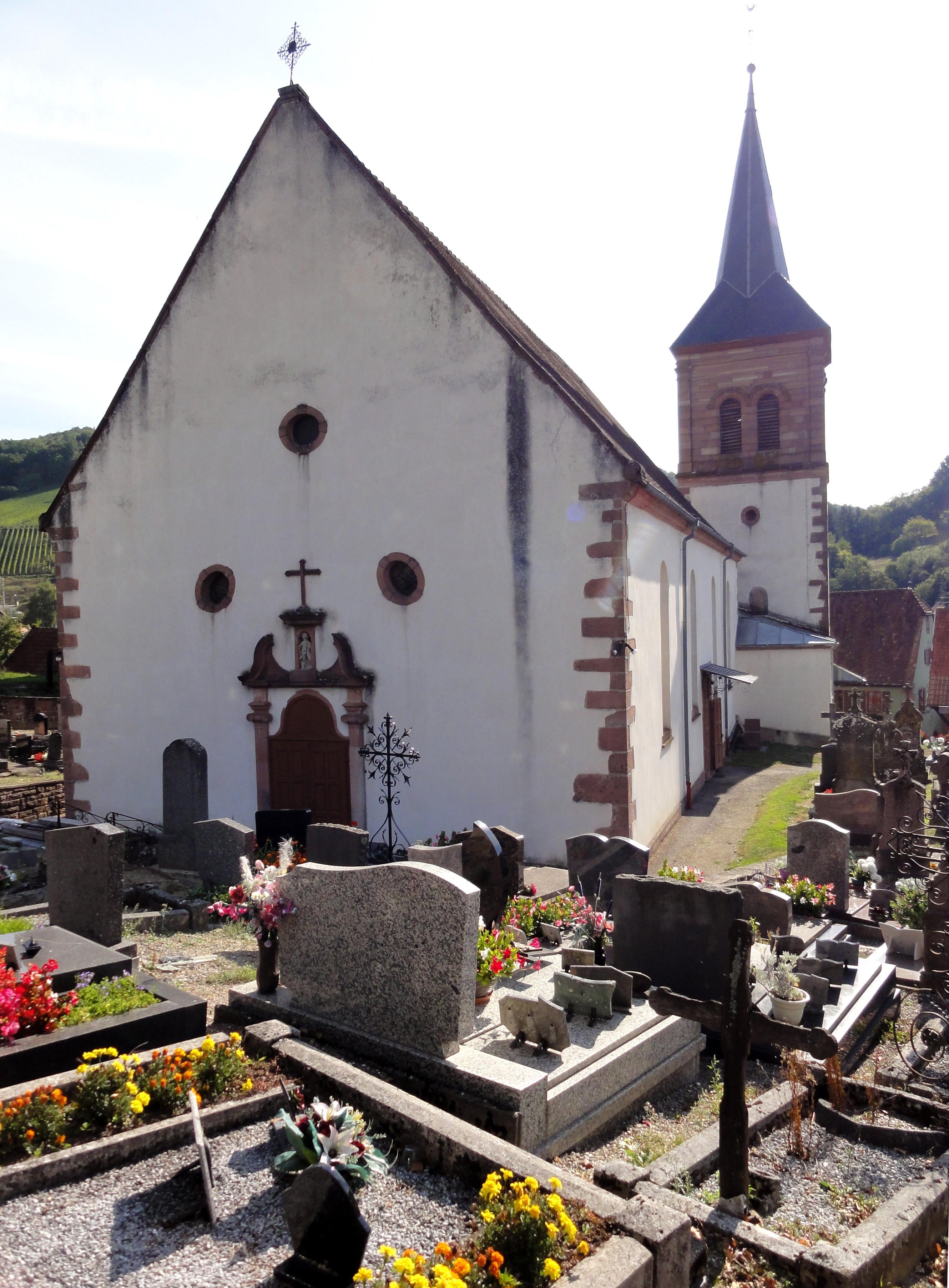
Церковь и погост
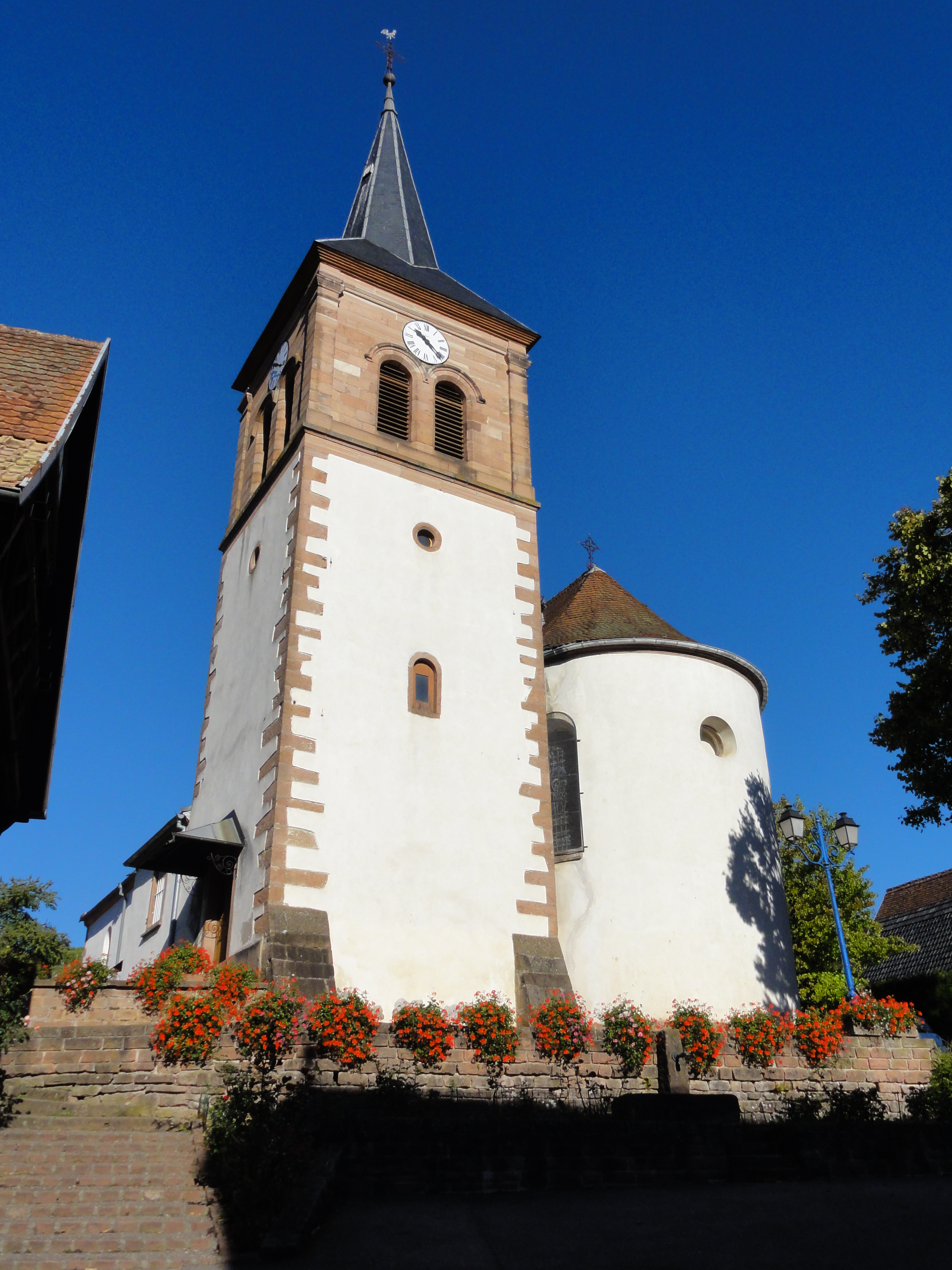
Колокольня